# Martel (Francia)
Martel è un comune francese di 1 660 abitanti situato nel dipartimento del Lot nella regione dell'Occitania.

## Società

### Evoluzione demografica
Abitanti censiti